# Cimitero austro-ungarico di Bressanone
Il cimitero austro-ungarico  (in tedesco Soldatenfriedhof Brixen-Vahrn) è un cimitero di guerra che si trova tra  Bressanone e Varna, vicino alla vecchia strada statale per il Brennero.

## Caduti
In questo cimitero sono sepolte le salme di 1.226 caduti austro-ungarici della prima guerra mondiale.
Nel cimitero si trovano i resti di 1.226 militari deceduti durante la prima guerra mondiale e tutti appartenenti all'Impero austro-ungarico dato che le croci poste sui loculi i cognomi hanno origine ungherese, slovena, croata e italiana. Ciò testimonia la multinazionalità dell'Impero. Inizialmente le 1.259 salme erano deposte presso il cimitero austro-ungarico di Dobbiaco ma alla fine vennero traslate qui quasi tutte.
In una seconda area sono stati invece posti i resti di 106 caduti tedeschi ed austriaci della seconda guerra mondiale. Sotto una lapide, nel lato destro del cimitero, sono anche sepolti i corpi di soldati russi fatti prigionieri.
Durante l'occupazione nazista del territorio nel contesto dell'Operationszone Alpenvorland, il cimitero è stato adeguato ai canoni estetici della dittatura tedesca.

## Croci
Le croci e le lapidi sono in pietra. Nella parte centrale del cimitero è stato costruito un simbolico sarcofago in pietra, dietro al quale si trova una cappella commemorativa in stile tirolese, eretta nel 1916 su progetto dell'architetto Ernst Pfretschner.

## Galleria d'immagini

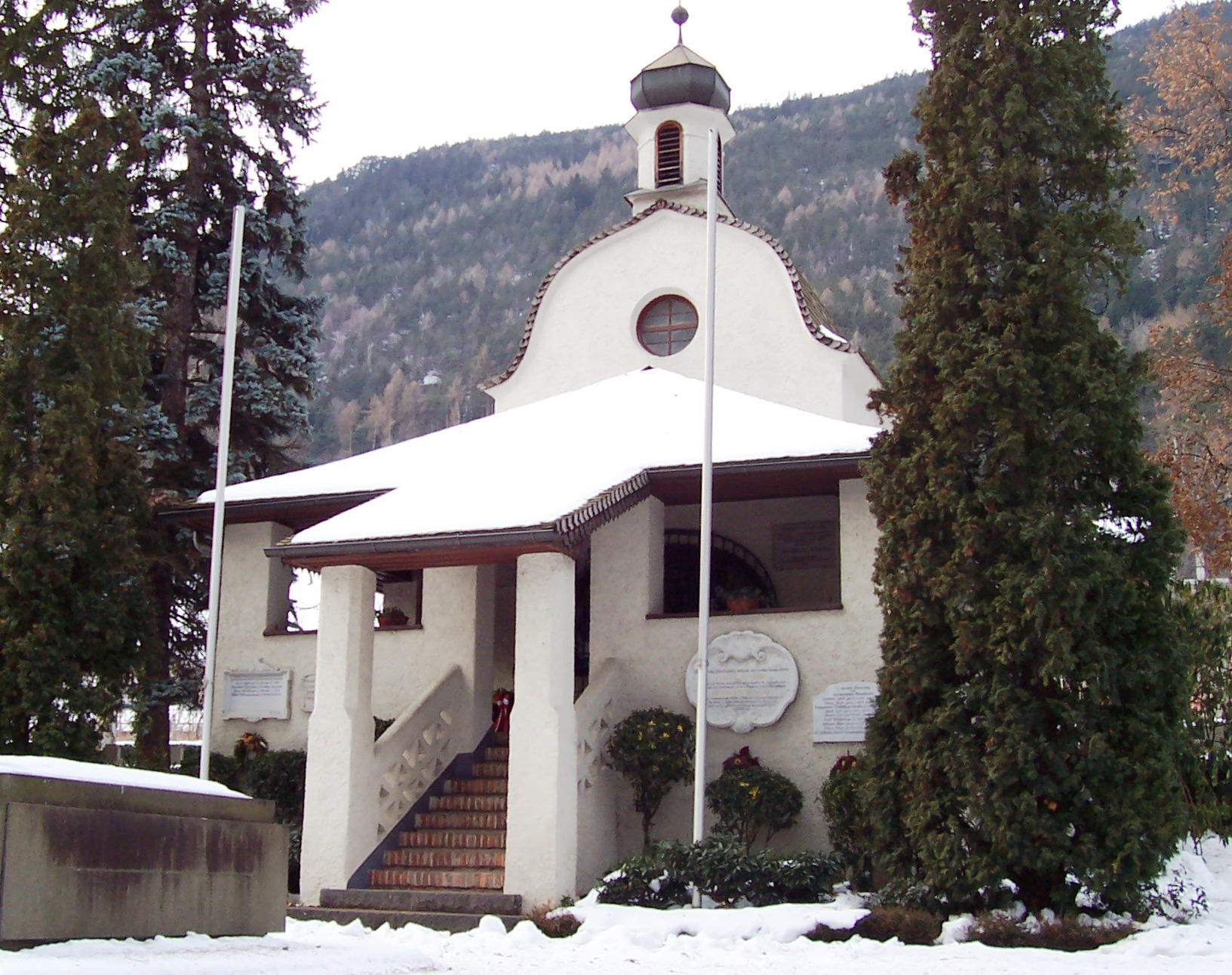
La cappella commemorativa
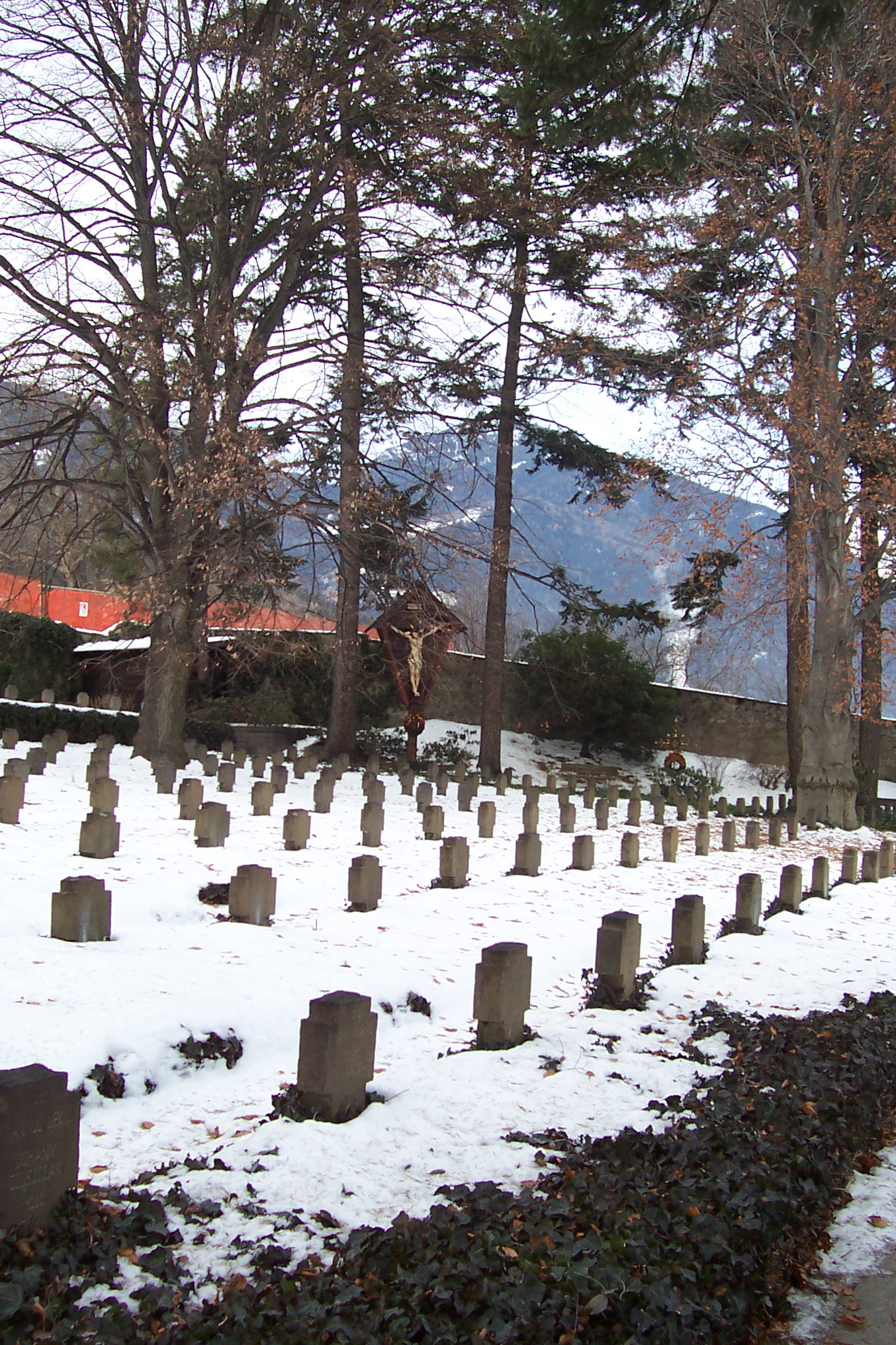
Vista del lato destro del cimitero